# Márkivka (Lugansk)
Márkivka (en ucraniano: Марківка; en ruso: Марковка, romanizado: Márkovka) es un pueblo ucraniano perteneciente al óblast de Lugansk. Situado en el noreste del país, forma parte del raión de Starobilsk y centro del municipio (hromada) de Márkivka. 
El pueblo se encuentra ocupado por Rusia desde marzo de 2022, siendo administrado como parte de la de facto República Popular de Lugansk.

## Toponimia
El nombre del asentamiento proviene del nombre del río Milova, que pasa por el asentamiento.

## Geografía
Márkivka está a orillas del río Derkul (afluente del río Donets), a 125 km de Lugansk. También está 34 km al suroeste de la frontera con Rusia.

## Historia
El origen de Márkivka se remonta a finales del siglo XVII y principios del XVIII; en 1703, inmigrantes de las gobernaciones de Chernígov y Poltava fundaron un asentamiento aquí. En 1708, durante la represión por la rebelión de Bulavin, Markivka fue completamente destruida y solo 25 años después el asentamiento comenzó a revivir. La población se dedicaba a la agricultura, la ganadería y el comercio. La slobodá de Márkivka era parte del raión de Starobilsk dentro de la gobernación de Járkov en el Imperio ruso. 
En 1907, el pobre Avram Semenovich Onoprienko cultivó una hermosa cebolla. El doctor Zaitsev le compró 50 coronas de esta verdura y se la llevó a París para presentarla en una exposición agrícola. Como resultado, la cebolla de la variedad "Markivska" recibió una medalla de oro y ganó fama mundial. Luego se exhibió en otras exposiciones, incluida la mundialmente famosa en 1912.
En enero de 1918, se creó aquí un comité revolucionario, encabezado por Andréi Yeriómenko, más tarde mariscal y Héroe de la Unión Soviética. Márkivka entró administrativamente en la República Socialista Soviética de Ucrania en 1922. El periódico local se publica desde septiembre de 1931. En el Holodomor (1932-1933), al menos 28 habitantes del pueblo murieron.
Durante la Segunda Guerra Mundial, la localidad es ocupada por el ejército alemán desde el 11 de julio de 1942 hasta mediados de enero de 1943. 
Márkivka obtiene el estatus de asentamiento urbano en 1960 y en 1965 se convirtió en el centro del raión homónimo.
Hasta el 18 de julio de 2020, Márkivka fue el centro del raión de Márkivka. El raión fue abolido en julio de 2020 como parte de la reforma administrativa de Ucrania, que redujo el número de raiones del óblast de Lugansk a siete. El territorio del raión de Márkivka se fusionó con el raión de Starobilsk.En 2023, Márkivka perdió el estatus de asentamiento de tipo urbano en la legislación ucraniana debido a la eliminación de este estatus administrativo.
Márkivka fue ocupada en marzo de 2022 durante la invasión rusa de Ucrania.

## Demografía
La evolución de la población de Márkivka entre 1897 y 2022 fue la siguiente:
| 4809                                                          | 4837 | 6014 | 6944 | 7830 | 7361 | 6421 | 6054 | 5717 | 5480 |
| (Fuente: Cities & Towns of Ukraine y UKRAINE: Größere Städte) |      |      |      |      |      |      |      |      |      |

Según el censo de 2001, la lengua materna de la mayoría de los habitantes, el 93,33%, es el ucraniano; del 6,22% es el ruso.

## Economía
La industria está representada por tres empresas de la industria alimentaria y de procesamiento de productos agrícolas.

## Infraestructura

### Arquitectura, monumentos y lugares de interés
En el pueblo se han conservado edificios presoviéticos, en uno de ellos hay un subcentro sanitario. Además Márkivka tiene monumentos conmemorativos de Andréi Yeriómenko y también un museo local.

## Personas ilustres
- Andréi Yeriómenko (1892-1970): mariscal soviético durante y tras la Segunda Guerra Mundial.